# Vanessa Paradis au Zénith
Vanessa Paradis au Zénith é o segundo álbum ao vivo da cantora francesa Vanessa Paradis. Ele foi lançado em novembro de 2001 e gravado em maio do mesmo ano no Le Zénith durante sua segunda turnê, a Bliss Tour.

## ABliss Tour

### A turnê
A Bliss Tour é a segunda turnê de Vanessa Paradis depois da Natural High Tour em 1993. Ela começa em 6 de março de 2001 em  Cannet e chega ao fim no dia 4 de agosto no festival musical Francofolies em Montreal. Vanessa fez 37 shows em 29 cidades.

## Singles
2 singles foram extraídos a partir do álbum:
- "L'eau à la bouche" - Lançado em setembro de 2001 somente na França.
- "Walk on the Wild Side" - Lançado em novembro de 2001 na Europa.

## Faixas
| #   | Título                      | Compositor(es)                                   | Álbum                                | Duração |
| --- | --------------------------- | ------------------------------------------------ | ------------------------------------ | ------- |
| 1.  | "Intro"                     | Vanessa Paradis, Steve Nieve                     | Vanessa Paradis au Zénith (2001)     | 1:00    |
| 2.  | "L'eau et le vin"           | Didier Golemanas, Alain Bashung, Richard Mortier | Bliss (2000)                         | 6:36    |
| 3.  | "Sunday Mondays"            | Lenny Kravitz, Henry Hirsch                      | Vanessa Paradis (1992)               | 4:54    |
| 4.  | "Dans mon café"             | Didier Golemanas, Vanessa Paradis                | Bliss (2000)                         | 4:13    |
| 5.  | "Walk on the Wild Side"     | Lou Reed                                         | Variations sur le même T'aime (1990) | 4:36    |
| 6.  | "Dis-lui toi que je t'aime" | Serge Gainsbourg, Franck Langolff                | Variations sur le même T'aime (1990) | 5:02    |
| 7.  | "L'eau à la bouche"         | Serge Gainsbourg                                 | Vanessa Paradis au Zénith (2001)     | 2:12    |
| 8.  | "Joe le taxi"               | Étienne Roda-Gil, Franck Langolff                | M & J (1988)                         | 4:12    |
| 9.  | "St. Germain"               | Vanessa Paradis, Johnny Depp                     | Bliss (2000)                         | 4:06    |
| 10. | "Requiem pour un con"       | Serge Gainsbourg                                 | Vanessa Paradis au Zénith (2001)     | 2:22    |
| 11. | "Que fait la vie?"          | Didier Golemanas, Vanessa Paradis                | Bliss (2000)                         | 4:07    |
| 12. | "La la la Song"             | Gerry DeVeaux, Vanessa Paradis                   | Bliss (2000)                         | 4:22    |
| 13. | "This Will Be Our Year"     | Chris White                                      | Vanessa Paradis au Zénith (2001)     | 2:19    |
| 14. | "Pourtant"                  | Franck Monnet, Matthieu Chedid                   | Bliss (2000)                         | 3:33    |
| 15. | "Tandem"                    | Serge Gainsbourg, Franck Langolff                | Variations sur le même T'aime (1990) | 4:10    |
| 16. | "Commando"                  | Didier Golemanas, Franck Langolff                | Bliss (2000)                         | 4:37    |
| 17. | "Marilyn & John"            | Étienne Roda-Gil, Franck Langolff                | M & J (1988)                         | 5:45    |
| 18. | "Bliss"                     | Vanessa Paradis, Johnny Depp                     | Bliss (2000)                         | 5:55    |
| 19. | "Les acrobates"             | Franck Monnet, Vanessa Paradis                   | Bliss (2000)                         | 4:20    |

## Desempenho

### Álbum
| Chart (2001)       | Melhor posição |
| ------------------ | -------------- |
| French Album Chart | 19             |